# Romana Acosta Bañuelos
Romana Acosta Bañuelos (Miami, Arizona; 20 de marzo de 1925-Redondo Beach, California; 15 de enero de 2018) fue la trigésima cuarta Tesorera de los Estados Unidos. Designada por el presidente Richard Nixon el 20 de septiembre de 1971, ejerció el cargo desde el 17 de diciembre de 1971 hasta el 14 de febrero de 1974.
Nacida en una familia pobre de los mexicano-estadounidenses, Acosta se convirtió en la primera tesorera de origen hispano de los Estados Unidos. También es propietaria de una empresa de alimentos en California y del primer banco estadounidense con dueños latinos fundado en 1964, que brinda asistencia a los latinoamericanos del Gran Los Ángeles.

## Biografía

### Primeros años
Acosta, hija de inmigrantes mexicanos, nació en la ciudad minera de Miami en Arizona el 20 de marzo de 1925. En 1933, durante la Gran Depresión, el gobierno de Estados Unidos deportó a su familia, y a muchos mexicano-estadounidenses, a pesar de que muchos de los deportados, como Acosta, habían nacido en EE UU. Los Acosta creyeron en la declaración de los funcionarios de deportación de que pudieran volver «tan pronto como la economía del país mejore», por lo que aceptaron la oferta del gobierno para pagar sus gastos de mudanza y dejaron su casa en paz.
Ellos se mudaron con familiares que eran dueños de un pequeño rancho en el estado mexicano de Sonora. Junto con sus padres, Acosta comenzó a levantarse temprano para atender los cultivos que su padre y otros parientes varones habían plantado. Ella ayudó a su madre en la cocina, así, haciendo empanadas que su madre vendía a panaderías y restaurantes para ganar dinero extra. También tenía un criadero de gallinas.
Acosta se casó en México a los 16 años de edad. A los 18 ya tenía dos hijos, Carlos y Martín. Su marido abandonó a la familia en 1943. Ella regresó a los Estados Unidos con sus hijos, viviendo en California y sin hablar inglés. Allí trabajó en diferentes empleos. A los 21 años, se casó con un hombre llamado Alejandro y ahorró cerca de 500 dólares, que utilizó para iniciar su propia fábrica de tortillas en el centro de Los Ángeles. Para la década de 1960 su negocio había prosperado. Luego tuvo a su tercer hija Ramona.

### Banco Nacional Panamericano
En 1963, buscando maneras de ayudar a los latinos en lucha en su barrio, Acosta y algunos hombres de negocios fundaron el Banco Nacional Panamericano en el Este de Los Ángeles. Los hombres se habían acercado inicialmente a Alejandro con la propuesta, pero estaba ocupado con el trabajo político y sugirió que hablen con Acosta. El principal objetivo del banco era financiara los latinos que querían iniciar su propio negocio. Acosta también creía que si los hispanos podrían aumentar su base financiera tendrían más influencia política  mejorando su nivel de vida.
En 1969 Acosta fue nombrada presidente del consejo de administración del banco y recibió una condecoración a la mujer excepcional de negocios de la ciudad del año. Más tarde ese mismo año, el alcalde Sam Yorty le hizo entrega de una mención de la Junta de Supervisores del Condado, y Acosta estableció un fondo de becas para las universidades, para los estudiantes estadounidenses de origen mexicano.

### Tesoro de los Estados Unidos
Con millones de dólares en los activos de los bancos y los depósitos subiendo rápidamente, el éxito del banco llamó la atención de la administración de Richard Nixon. El presidente estaba tratando de compensar a la Asamblea Nacional Hispana Republicana, que había jugado un papel importante en su elección. Nixon eligió personalmente a Acosta como candidata para acceder al cargo de tesorera de los Estados Unidos en 1970.
Durante el proceso de nominación, Acosta fue sorprendida por un ataque repentino en su fábrica de tortillas por agentes del Servicio de Inmigración y Naturalización del gobierno estadounidense. Los agentes, en contra de sus métodos habituales, según los informes, llevaron a cabo una incursión en voz alta y perturbadora a través de las instalaciones, atrayendo a la atención de la prensa y afectando las posibilidades de que Acosta obtenga la nominación al tesoro. Sin embargo, Nixon se puso del lado de ella y calificó el ataque como una motivación política mandanda por el Partido Demócrata. Más tarde una investigación del Senado de los Estados Unidos dictaminó que el ataque se llevó a cabo únicamente para causar vergüenza a la administración de Nixon.
A pesar de dicho asunto, el 17 de diciembre de 1971 asumió como la 34° tesorera de Estados Unidos, convirtiéndose en la mexicano-estadounidense que alcanzó la posición más alta en el gobierno de los Estados Unidos. Renunció en 1974, para pasar más tiempo con sus negocios, su familia y sus actividades filantrópicas. En una entrevista en 1979 en la revista Nuestro declaró que «fue una experiencia hermosa» y que siempre estará «agradecida al presidente Nixon». Más tarde ese año, fue uno de los miembros fundadores de la Executive Women in Government.

### Labor empresarial
Hacia 1979, la empresa de Acosta estaba fabricando y distribuyendo unos 22 productos alimenticios diferentes. Tenía más de 400 empleados y ventas de 12 millones de dólares estadounidenses al año. El éxito de la compañía fue fundamental en la popularización de la cocina mexicana en los Estados Unidos. A medida que la población hispana del país crecía, también lo hacían las ventas de tortillas, empanadas, y muchos otros platos tradicionales. La empresa continuó creciendo durante la década de 1980, cuando se convirtió en uno de los mayores distribuidores y fabricantes de comida mexicana en California.
A lo largo de los años 1980 y 1990, Acosta continuó sirviendo como presidente de su empresa y del banco Nacional Panamericano. También fue presidente del consejo de administración del banco. A finales de los años 1990, sus hijos comenzaron a desempeñar cargos en las operaciones diarias de la empresa y a jugar grandes papeles en las operaciones del banco.
Hasta su fallecimiento en 2018, fue CEO del banco Nacional Panamericano y presidenta de Ramona's Mexican Food Products, Inc., con sede en Gardena.

## Condecoraciones
- Outstanding Business Woman of the Year, Ciudad de Los Ángeles, 1969.[4]
- Commendation Award, Condado de Los Ángeles, 1969.[4]
- Woman Achievement Award, The East Los Angeles Community Union (TELACU), 1977.[4]
- Lifetime Achievement Award, Cámara de Comercio Latina del Gran Los Ángeles, 2011.[5]